# Achi
Achi (hebr. אח''י, akronim od ארץ, חברה, יהדות, Erec, Chewra, Jahadut, czyli Ziemia, Społeczeństwo, Judaizm) – izraelska prawicowa partia narodowo-religijna założona w 2005 roku pod nazwą Odnowiony Syjonizm Narodowo-Religijny (ang. Renewed National Religious Zionism, hebr. ציונות לאומית דתית מתחדשת, Cijonut Leumit Datit Mitchadeszet) przez Efrajima „Efiego” Ejtama i rabina Jicchaka Lewiego po secesji z Narodowej Partii Religijnej (Mafdal), która była w rządzie Ariela Szarona podczas wycofania ze Strefy Gazy i Północnej Samarii.

## Historia
W 2004 roku na tle zaproponowanego przez Szarona wycofania osadników i wojska ze Strefy Gazy doszło w Mafdalu do konfliktów, czy partia powinna jak najszybciej opuścić koalicję rządzącą, czy też do samego końca walczyć o wstrzymanie planu lub przeprowadzenie referendum narodowego, które byłoby wiążące dla całego rządu. Do pierwszej grupy należał ówczesny lider Mafdalu – Ejtam, który reprezentował polityków uznających wpływ środowisk rabinicznych na decyzje polityczne. Ejtam uznał, za opinią rabina Awrahama Szapiry, że ewakuacja osadników jest sprzeczna z judaizmem i interesem Izraela, a dłuższe pozostawanie w rządzie Szarona będzie „współudziałem w zbrodni”. Doszło do personalnego sporu z Zewulunem Orlewem, który przewodził drugiej grupie, chcącej doprowadzić do kompromisu z Szaronem. Na centralnym zebraniu Mafdalu doszło do głosowania, którą drogę należy objąć. Zwyciężyła frakcja Orlewa, a Ejtam z Lewim 23 stycznia 2005 roku postanowili opuścić Narodową Partię Religijną tworząc Odnowiony Syjonizm Narodowo-Religijny.
Przed wyborami w 2006 roku Odnowiony Syjonizm Narodowo-Religijny startował ze wspólnej listy Unii Narodowej i Mafdalu. Unia oraz Mafdal postanowiły połączyć swoje siły ze względu na rozbicie środowiska narodowo-religijnego wokół wycofania z Gazy, co mogło wpłynąć na niskie rezultaty wyborcze. W 2008 roku partia zmieniła nazwę na Achi. W tym samym roku doszło do rozpadu frakcji Unia Narodowa-Mafdal, ponieważ w Narodowej Partii Religijnej uznano, że należy rozwiązać partię i utworzyć nową, wolną od podziałów wewnętrznych. W wyniku tego Achi stała się samodzielną frakcją w Knesecie z dwoma posłami: Ejtamem i Lewim.
W 2008 roku Ejtam podjął rozmowy w celu utworzenia wspólnej listy Achi i Likudu do wyborów w 2009 roku. Ejtam miał zapewnić dodatkowe głosy, a także 12 milionów szekli, które były udziałami Ejtama w ramach Unii Narodowej. W ostatecznym rezultacie wyborczym Likud otrzymał 27 mandatów i żaden z członków Achi nie dostał się do Knesetu.
Przed wyborami w kwietniu 2019 roku Likud osiągnął porozumienie z Żydowskim Domem, które zobowiązywało Żydowski Dom do koalicji wyborczej z Żydowską Siłą, a w zamian Likud zapewnił miejsce na liście Eliemu Ben-Dahanowi. Po wyborach Ben-Dahan odłączył się od Likudu i stał się jedynym przedstawicielem Achi w Knesecie.
Do wyborów we wrześniu w 2019 roku Ben-Dahan startować będzie z koalicyjnej listy Jamina.

## Posłowie
| Kneset     | Posłowie                | Uwagi                                                                              |
| ---------- | ----------------------- | ---------------------------------------------------------------------------------- |
| 16. Kneset | Efi Ejtam, Jicchak Lewi | Po odłączeniu się od Narodowej Partii Religijnej                                   |
| 17. Kneset | Efi Ejtam, Jicchak Lewi | Po rozpadzie wspólnej frakcji Unia Narodowa-Mafdal na Mafdal, Achi i Unię Narodową |
| 21. Kneset | Eli Ben-Dahan           | Poseł Ben-Dahan odłączył się od Likudu 2 czerwca 2019 roku                         |